# Basílica de São Nicolau de Tolentino

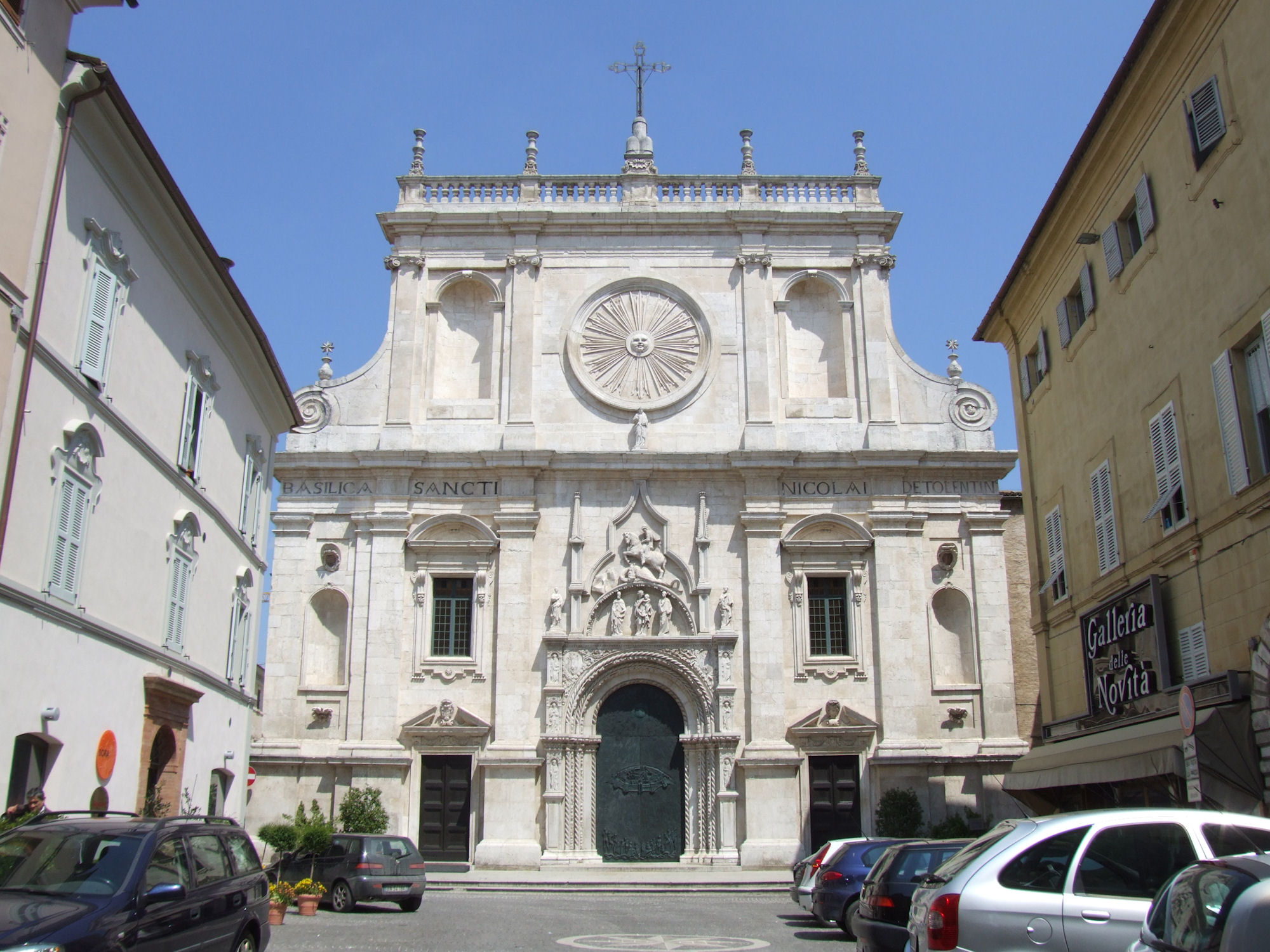
Fachada da Basilica de San Nicola de Tolentino

A Basílica de São Nicolau de Tolentino fica na cidade onde o santo viveu e morreu. Na cripta da igreja encontra-se o túmulo do santo.